# Médaille Newbery
La médaille John Newbery (John Newbery Medal) est un prix littéraire décerné chaque année par l'Association for Library Service to Children, branche de l'American Library Association, à l'auteur du meilleur livre pour enfants américain. Le prix existe depuis 1922. Avec la médaille Caldecott, il est considéré comme le prix littéraire le plus prestigieux en littérature de jeunesse aux États-Unis. Son nom vient de John Newbery, un éditeur de livres pour enfants du XVIIIe siècle.
La médaille Newbery a été dessinée par Rene Paul Chambellan en 1921 et représente sur son revers un auteur donnant son œuvre (un livre) à une petite fille et à un petit garçon pour le lire.
Il ne faut pas confondre la médaille Newbery avec la citation pour le Newbery Honor, qui est décernée tous les ans aux seconds.

## Lauréats de la médaille Newbery de 1922 à nos jours
| Année | Auteur                                      | Livre                                                                                          | Position  |
| ----- | ------------------------------------------- | ---------------------------------------------------------------------------------------------- | --------- |
| 1922  | Hendrik Willem van Loon                     | L'Histoire de l'humanité (The Story of Mankind)                                                | Gagnant   |
| 1922  | Charles Hawes                               | The Great Quest                                                                                | Finaliste |
| 1922  | Bernard Marshall                            | Cedric the Forester                                                                            | Finaliste |
| 1922  | William Bowen                               | The Old Tobacco Shop: A True Account of What Befell a Little Boy in Search of Adventure        | Finaliste |
| 1922  | Padraic Colum                               | The Golden Fleece and The Heroes Who Lived Before Achilles                                     | Finaliste |
| 1922  | Cornelia Meigs                              | The Windy Hill                                                                                 | Finaliste |
| 1923  | Hugh Lofting                                | Les Voyages du Docteur Dolittle (The Voyages of Doctor Dolittle)                               | Gagnant   |
| 1924  | Charles Hawes                               | The Dark Frigate                                                                               | Gagnant   |
| 1925  | Charles Finger                              | Tales from Silver Lands                                                                        | Gagnant   |
| 1925  | Annie Carroll Moore                         | Nicholas: A Manhattan Christmas Story                                                          | Finaliste |
| 1925  | Anne Parrish                                | The Dream Coach                                                                                | Finaliste |
| 1926  | Arthur Bowie Chrisman                       | Shen of the Sea                                                                                | Gagnant   |
| 1926  | Padraic Colum                               | The Voyagers: Being Legends and Romances of Atlantic Discovery                                 | Finaliste |
| 1927  | Will James                                  | Smoky (Smoky the Cowhorse)                                                                     | Gagnant   |
| 1928  | Dhan Gopal Mukerji                          | Joli-Cou, histoire d'un pigeon (Gay Neck, the Story of a Pigeon)                               | Gagnant   |
| 1928  | Ella Young                                  | The Wonder Smith and His Son                                                                   | Finaliste |
| 1928  | Caroline Snedeker                           | Downright Dencey                                                                               | Finaliste |
| 1929  | Eric P. Kelly                               | The Trumpeter of Krakow                                                                        | Gagnant   |
| 1929  | John Bennett                                | The Pigtail of Ah Lee Ben Loo with Seventeen Other Laughable Tales and 200 Comical Silhouettes | Finaliste |
| 1929  | Wanda Gág                                   | Des chats par millions (Millions of Cats)                                                      | Finaliste |
| 1929  | Grace Hallock                               | The Boy Who Was                                                                                | Finaliste |
| 1929  | Cornelia Meigs                              | Clearing Weather                                                                               | Finaliste |
| 1929  | Grace Moon                                  | Runaway Papoose                                                                                | Finaliste |
| 1929  | Elinor Whitney                              | Tod of the Fens                                                                                | Finaliste |
| 1930  | Rachel Field                                | Hitty, Her First Hundred Years                                                                 | Gagnant   |
| 1930  | Jeanette Eaton                              | A Daughter of the Seine: The Life of Madame Roland                                             | Finaliste |
| 1930  | Elizabeth Miller                            | Pran of Albania                                                                                | Finaliste |
| 1930  | Marian Hurd McNeely                         | The Jumping-Off Place                                                                          | Finaliste |
| 1930  | Ella Young                                  | The Tangle-Coated Horse and Other Tales                                                        | Finaliste |
| 1930  | Julia Davis Adams                           | Vaino, A Boy of New Finland                                                                    | Finaliste |
| 1930  | Hildegarde Swift                            | Little Blacknose: The Story of a Pioneer                                                       | Finaliste |
| 1931  | Elizabeth Coatsworth                        | The Cat Who Went to Heaven                                                                     | Gagnant   |
| 1931  | Anne Parrish                                | Floating Island                                                                                | Finaliste |
| 1931  | Alida Malkus                                | The Dark Star of Itza: The Story of A Pagan Princess                                           | Finaliste |
| 1931  | Ralph Hubbard                               | Queer Person                                                                                   | Finaliste |
| 1931  | Julia Davis Adams                           | Mountains are Free                                                                             | Finaliste |
| 1931  | Agnes Hewes                                 | Spice and the Devil's Cave                                                                     | Finaliste |
| 1931  | Elizabeth Janet Gray                        | Meggy MacIntosh                                                                                | Finaliste |
| 1931  | Herbert Best                                | Garram the Hunter: A Boy of the Hill Tribes                                                    | Finaliste |
| 1931  | Alice Lide and Margaret Johansen            | Ood-Le-Uk the Wanderer                                                                         | Finaliste |
| 1932  | Laura Adams Armer                           | Waterless Mountain                                                                             | Gagnant   |
| 1932  | Dorothy P. Lathrop                          | The Fairy Circus                                                                               | Finaliste |
| 1932  | Rachel Field                                | Calico Bush                                                                                    | Finaliste |
| 1932  | Eunice Tietjens                             | Boy of the South Seas                                                                          | Finaliste |
| 1932  | Eloise Lownsbery                            | Out of the Flame                                                                               | Finaliste |
| 1932  | Marjorie Hill Allee                         | Jane's Island                                                                                  | Finaliste |
| 1932  | Mary Gould Davis                            | Truce of the Wolf and Other Tales of Old Italy                                                 | Finaliste |
| 1933  | Elizabeth Foreman Lewis                     | Young Fu of the Upper Yangtze                                                                  | Gagnant   |
| 1933  | Cornelia Meigs                              | Swift Rivers                                                                                   | Finaliste |
| 1933  | Hildegarde Swift                            | The Railroad To Freedom: A Story of the Civil War                                              | Finaliste |
| 1933  | Nora Burglon                                | Children of the Soil: A Story of Scandinavia                                                   | Finaliste |
| 1934  | Cornelia Meigs                              | Invincible Louisa                                                                              | Gagnant   |
| 1934  | Caroline Snedeker                           | The Forgotten Daughter                                                                         | Finaliste |
| 1934  | Elsie Singmaster                            | Swords of Steel                                                                                | Finaliste |
| 1934  | Wanda Gág                                   | ABC Bunny                                                                                      | Finaliste |
| 1934  | Erik Berry                                  | Winged Girl of Knossos                                                                         | Finaliste |
| 1934  | Sarah Schmidt                               | New Land                                                                                       | Finaliste |
| 1934  | Padraic Colum                               | The Big Tree of Bunlahy: Stories of My Own Countryside                                         | Finaliste |
| 1934  | Agnes Hewes                                 | Glory of the Seas                                                                              | Finaliste |
| 1934  | Ann Kyle                                    | Apprentice of Florence                                                                         | Finaliste |
| 1935  | Monica Shannon                              | Dobry                                                                                          | Gagnant   |
| 1935  | Elizabeth Seeger                            | Pageant of Chinese History                                                                     | Finaliste |
| 1935  | Constance Rourke                            | Davy Crockett                                                                                  | Finaliste |
| 1935  | Hilda van Stockum                           | A Day On Skates: The Story of a Dutch Picnic                                                   | Finaliste |
| 1936  | Carol Ryrie Brink                           | Les Enfants aux cheveux de flammes (Caddie Woodlawn)                                           | Gagnant   |
| 1936  | Phil Stong                                  | Honk, the Moose                                                                                | Finaliste |
| 1936  | Kate Seredy                                 | The Good Master                                                                                | Finaliste |
| 1936  | Elizabeth Janet Gray                        | Young Walter Scott                                                                             | Finaliste |
| 1936  | Armstrong Sperry                            | All Sail Set: A Romance of the Flying Cloud                                                    | Finaliste |
| 1937  | Ruth Sawyer                                 | Patins à roulettes (Roller Skates)                                                             | Gagnant   |
| 1937  | Lois Lenski                                 | Phoebe Fairchild: Her Book                                                                     | Finaliste |
| 1937  | Idwal Jones                                 | Whistler's Van                                                                                 | Finaliste |
| 1937  | Ludwig Bemelmans                            | The Golden Basket                                                                              | Finaliste |
| 1937  | Margery Williams                            | Winterbound                                                                                    | Finaliste |
| 1937  | Constance Rourke                            | Audubon                                                                                        | Finaliste |
| 1937  | Agnes Hewes                                 | The Codfish Musket                                                                             | Finaliste |
| 1938  | Kate Seredy                                 | The White Stag                                                                                 | Gagnant   |
| 1938  | James Cloyd Bowman                          | Pecos Bill: The Greatest Cowboy of All Time                                                    | Finaliste |
| 1938  | Mabel Robinson                              | Bright Island                                                                                  | Finaliste |
| 1938  | Laura Ingalls Wilder                        | Au bord du ruisseau (On the Banks of Plum Creek)                                               | Finaliste |
| 1939  | Elizabeth Enright                           | Thimble Summer                                                                                 | Gagnant   |
| 1939  | Valenti Angelo                              | Nino                                                                                           | Finaliste |
| 1939  | Richard & Florence Atwater                  | M. Popper et ses pingouins (Mr. Popper's Penguins)                                             | Finaliste |
| 1939  | Phyllis Crawford                            | Hello the Boat!                                                                                | Finaliste |
| 1939  | Jeanette Eaton                              | Leader By Destiny: George Washington, Man and Patriot                                          | Finaliste |
| 1939  | Elizabeth Janet Gray                        | Penn                                                                                           | Finaliste |
| 1940  | James Daugherty                             | Daniel Boone                                                                                   | Gagnant   |
| 1940  | Kate Seredy                                 | The Singing Tree                                                                               | Finaliste |
| 1940  | Mabel Robinson                              | Runner of the Mountain Tops: The Life of Louis Agassiz                                         | Finaliste |
| 1940  | Laura Ingalls Wilder                        | Sur les rives du lac (By the Shores of Silver Lake)                                            | Finaliste |
| 1940  | Stephen W. Meader                           | Boy with a Pack                                                                                | Finaliste |
| 1941  | Armstrong Sperry                            | Le Garçon qui avait peur (Call It Courage)                                                     | Gagnant   |
| 1941  | Doris Gates                                 | Blue Willow                                                                                    | Finaliste |
| 1941  | Mary Jane Carr                              | Young Mac of Fort Vancouver                                                                    | Finaliste |
| 1941  | Laura Ingalls Wilder                        | Un Hiver sans fin (The Long Winter)                                                            | Finaliste |
| 1941  | Anna Gertrude Hall                          | Nansen                                                                                         | Finaliste |
| 1942  | Walter D. Edmonds                           | The Matchlock Gun                                                                              | Gagnant   |
| 1942  | Laura Ingalls Wilder                        | Little Town on the Prairie                                                                     | Finaliste |
| 1942  | Genevieve Foster                            | George Washington's World                                                                      | Finaliste |
| 1942  | Lois Lenski                                 | Indian Captive: The Story of Mary Jemison                                                      | Finaliste |
| 1942  | Eva Roe Gaggin                              | Down Ryton Water                                                                               | Finaliste |
| 1943  | Elizabeth Gray Vining                       | Adam of the Road                                                                               | Gagnant   |
| 1943  | Eleanor Estes                               | The Middle Moffat                                                                              | Finaliste |
| 1943  | Mabel Leigh Hunt                            | Have You Seen Tom Thumb?                                                                       | Finaliste |
| 1944  | Esther Forbes                               | Johnny Tremain                                                                                 | Gagnant   |
| 1944  | Laura Ingalls Wilder                        | These Happy Golden Years                                                                       | Finaliste |
| 1944  | Julia Sauer                                 | Fog Magic                                                                                      | Finaliste |
| 1944  | Eleanor Estes                               | Rufus M.                                                                                       | Finaliste |
| 1944  | Elizabeth Yates                             | Mountain Born                                                                                  | Finaliste |
| 1945  | Robert Lawson                               | Rabbit Hill                                                                                    | Gagnant   |
| 1945  | Eleanor Estes                               | The Hundred Dresses                                                                            | Finaliste |
| 1945  | Alice Dalgliesh                             | The Silver Pencil                                                                              | Finaliste |
| 1945  | Genevieve Foster                            | Abraham Lincoln's World                                                                        | Finaliste |
| 1945  | Jeanette Eaton                              | Lone Journey: The Life of Roger Williams                                                       | Finaliste |
| 1946  | Lois Lenski                                 | Strawberry Girl                                                                                | Gagnant   |
| 1946  | Marguerite Henry                            | Justin Morgan Had a Horse                                                                      | Finaliste |
| 1946  | Florence Crannell Means                     | The Moved-Outers                                                                               | Finaliste |
| 1946  | Christine Weston                            | Bhimsa, the Dancing Bear                                                                       | Finaliste |
| 1946  | Katherine Shippen                           | New Found World                                                                                | Finaliste |
| 1947  | Carolyn Sherwin Bailey                      | Miss Hickory                                                                                   | Gagnant   |
| 1947  | Nancy Barnes                                | The Wonderful Year                                                                             | Finaliste |
| 1947  | Mary & Conrad Buff                          | Big Tree                                                                                       | Finaliste |
| 1947  | William Maxwell                             | The Heavenly Tenants                                                                           | Finaliste |
| 1947  | Cyrus Fisher                                | The Avion My Uncle Flew                                                                        | Finaliste |
| 1947  | Eleanor Jewett                              | The Hidden Treasure of Glaston                                                                 | Finaliste |
| 1948  | William Pène du Bois                        | The Twenty-One Balloons                                                                        | Gagnant   |
| 1948  | Claire Huchet-Bishop                        | Pancakes-Paris                                                                                 | Finaliste |
| 1948  | Carolyn Treffinger                          | Li Lun, Lad of Courage                                                                         | Finaliste |
| 1948  | Catherine Besterman                         | The Quaint and Curious Quest of Johnny Longfoot                                                | Finaliste |
| 1948  | Harold Courlander                           | The Cow-Tail Switch, and Other West African Stories                                            | Finaliste |
| 1948  | Marguerite Henry                            | Misty of Chincoteague                                                                          | Finaliste |
| 1949  | Marguerite Henry                            | King of the Wind                                                                               | Gagnant   |
| 1949  | Holling C. Holling                          | Seabird                                                                                        | Finaliste |
| 1949  | Louise Rankin                               | Daughter of the Mountains                                                                      | Finaliste |
| 1949  | Ruth S. Gannett                             | My Father's Dragon                                                                             | Finaliste |
| 1949  | Arna Bontemps                               | Story of the Negro                                                                             | Finaliste |
| 1950  | Marguerite de Angeli                        | Le Conquérant (The Door in the Wall)                                                           | Gagnant   |
| 1950  | Rebecca Caudill                             | Tree of Freedom                                                                                | Finaliste |
| 1950  | Catherine Coblentz                          | The Blue Cat of Castle Town                                                                    | Finaliste |
| 1950  | Rutherford George Montgomery                | Kildee House                                                                                   | Finaliste |
| 1950  | Genevieve Foster                            | George Washington                                                                              | Finaliste |
| 1950  | Walter & Marion Havighurst                  | Song of The Pines: A Story of Norwegian Lumbering in Wisconsin                                 | Finaliste |
| 1951  | Elizabeth Yates                             | Amos Fortune, Free Man                                                                         | Gagnant   |
| 1951  | Mabel Leigh Hunt                            | Better Known as Johnny Appleseed                                                               | Finaliste |
| 1951  | Jeanette Eaton                              | Gandhi, Fighter Without a Sword                                                                | Finaliste |
| 1951  | Clara Ingram Judson                         | Abraham Lincoln, Friend of the People                                                          | Finaliste |
| 1951  | Anne Parrish                                | The Story of Appleby Capple                                                                    | Finaliste |
| 1952  | Eleanor Estes                               | Ginger Pye                                                                                     | Gagnant   |
| 1952  | Elizabeth Baity                             | Americans Before Columbus                                                                      | Finaliste |
| 1952  | Holling C. Holling                          | Minn of the Mississippi                                                                        | Finaliste |
| 1952  | Nicholas Kalashnikoff                       | The Defender                                                                                   | Finaliste |
| 1952  | Julia Sauer                                 | The Light at Tern Rock                                                                         | Finaliste |
| 1952  | Mary & Conrad Buff                          | The Apple and the Arrow                                                                        | Finaliste |
| 1953  | Ann Nolan Clark                             | Secret of the Andes                                                                            | Gagnant   |
| 1953  | E. B. White                                 | La Toile de Charlotte (Charlotte's Web)                                                        | Finaliste |
| 1953  | Eloise Jarvis McGraw                        | Moccasin Trail                                                                                 | Finaliste |
| 1953  | Ann Weil                                    | Red Sails to Capri                                                                             | Finaliste |
| 1953  | Alice Dalgliesh                             | The Bears on Hemlock Mountain                                                                  | Finaliste |
| 1953  | Genevieve Foster                            | Birthdays of Freedom, Vol. 1                                                                   | Finaliste |
| 1954  | Joseph Krumgold                             | ...And Now Miguel                                                                              | Gagnant   |
| 1954  | Claire Huchet-Bishop                        | All Alone                                                                                      | Finaliste |
| 1954  | Meindert DeJong                             | Shadrach                                                                                       | Finaliste |
| 1954  | Meindert DeJong                             | Hurry Home, Candy                                                                              | Finaliste |
| 1954  | Clara Ingram Judson                         | Theodore Roosevelt, Fighting Patriot                                                           | Finaliste |
| 1954  | Mary & Conrad Buff                          | Magic Maize                                                                                    | Finaliste |
| 1955  | Meindert DeJong                             | The Wheel on the School                                                                        | Gagnant   |
| 1955  | Alice Dalgliesh                             | The Courage of Sarah Noble                                                                     | Finaliste |
| 1955  | James Ullman                                | Banner in the Sky                                                                              | Finaliste |
| 1956  | Jean Lee Latham                             | Carry On, Mr. Bowditch                                                                         | Gagnant   |
| 1956  | Marjorie Kinnan Rawlings                    | The Secret River                                                                               | Finaliste |
| 1956  | Jennie Lindquist                            | The Golden Name Day                                                                            | Finaliste |
| 1956  | Katherine Shippen                           | Men, Microscopes, and Living Things                                                            | Finaliste |
| 1957  | Virginia Sorensen                           | Miracles on Maple Hill                                                                         | Gagnant   |
| 1957  | Fred Gipson                                 | Fidèle Vagabond (Old Yeller)                                                                   | Finaliste |
| 1957  | Meindert DeJong                             | The House of Sixty Fathers                                                                     | Finaliste |
| 1957  | Clara Ingram Judson                         | Mr. Justice Holmes                                                                             | Finaliste |
| 1957  | Dorothy Rhoads                              | The Corn Grows Ripe                                                                            | Finaliste |
| 1957  | Marguerite de Angeli                        | Black Fox of Lorne                                                                             | Finaliste |
| 1958  | Harold Keith                                | Rifles for Watie                                                                               | Gagnant   |
| 1958  | Mari Sandoz                                 | The Horsecatcher                                                                               | Finaliste |
| 1958  | Elizabeth Enright                           | Gone-Away Lake                                                                                 | Finaliste |
| 1958  | Robert Lawson                               | The Great Wheel                                                                                | Finaliste |
| 1958  | Leo Gurko                                   | Tom Paine, Freedom's Apostle                                                                   | Finaliste |
| 1959  | Elizabeth George Speare                     | The Witch of Blackbird Pond                                                                    | Gagnant   |
| 1959  | Natalie Savage Carlson                      | The Family Under the Bridge                                                                    | Finaliste |
| 1959  | Meindert DeJong                             | Along Came A Dog                                                                               | Finaliste |
| 1959  | Francis Kalnay                              | Chucaro: Wild Pony of the Pampa                                                                | Finaliste |
| 1959  | William O. Steele                           | The Perilous Road                                                                              | Finaliste |
| 1960  | Joseph Krumgold                             | Onion John                                                                                     | Gagnant   |
| 1960  | Jean Craighead George                       | My Side of the Mountain                                                                        | Finaliste |
| 1960  | Gerald W. Johnson                           | America Is Born: A History for Peter                                                           | Finaliste |
| 1960  | Carol Kendall                               | The Gammage Cup                                                                                | Finaliste |
| 1961  | Scott O'Dell                                | L'Île des dauphins bleus (Island of the Blue Dolphins)                                         | Gagnant   |
| 1961  | Gerald W. Johnson                           | America Moves Forward: A History for Peter                                                     | Finaliste |
| 1961  | Jack Schaefer                               | Old Ramon                                                                                      | Finaliste |
| 1961  | George Selden                               | The Cricket in Times Square                                                                    | Finaliste |
| 1962  | Elizabeth George Speare                     | The Bronze Bow                                                                                 | Gagnant   |
| 1962  | Edwin Tunis                                 | Frontier Living                                                                                | Finaliste |
| 1962  | Eloise Jarvis McGraw                        | The Golden Goblet                                                                              | Finaliste |
| 1962  | Mary Stolz                                  | Belling The Tiger                                                                              | Finaliste |
| 1963  | Madeleine L'Engle                           | Un raccourci dans le temps (A Wrinkle in Time)                                                 | Gagnant   |
| 1963  | Sorche Nic Leodhas                          | Thistle and Thyme: Tales and Legends from Scotland                                             | Finaliste |
| 1963  | Olivia Coolidge                             | Men of Athens                                                                                  | Finaliste |
| 1964  | Emily Cheney Neville                        | C'est la vie, mon vieux chat (It's Like This, Cat)                                             | Gagnant   |
| 1964  | Sterling North                              | Rascal                                                                                         | Finaliste |
| 1964  | Ester Wier                                  | The Loner                                                                                      | Finaliste |
| 1965  | Maia Wojciechowska                          | Shadow of a Bull                                                                               | Gagnant   |
| 1965  | Irene Hunt                                  | Cinq printemps dans la tourmente (Across Five Aprils)                                          | Finaliste |
| 1966  | Elizabeth Borton de Treviño                 | Je suis Juan de Pareja (I, Juan de Pareja)                                                     | Gagnant   |
| 1966  | Lloyd Alexander                             | The Black Cauldron                                                                             | Finaliste |
| 1966  | Randall Jarrell                             | The Animal Family                                                                              | Finaliste |
| 1966  | Mary Stolz                                  | The Noonday Friends                                                                            | Finaliste |
| 1967  | Irene Hunt                                  | L'année de mes seize ans (Up a Road Slowly)                                                    | Gagnant   |
| 1967  | Scott O'Dell                                | La Route de l'or (The King's Fifth)                                                            | Finaliste |
| 1967  | Isaac Bashevis Singer                       | Zlateh The Goat and Other Stories                                                              | Finaliste |
| 1967  | Mary Hays Weik                              | The Jazz Man                                                                                   | Finaliste |
| 1968  | E. L. Konigsburg                            | From the Mixed-Up Files of Mrs. Basil E. Frankweiler                                           | Gagnant   |
| 1968  | E. L. Konigsburg                            | Jennifer, Hecate, Macbeth, William McKinley, and Me, Elizabeth                                 | Finaliste |
| 1968  | Scott O'Dell                                | The Black Pearl                                                                                | Finaliste |
| 1968  | Isaac Bashevis Singer                       | The Fearsome Inn                                                                               | Finaliste |
| 1968  | Zilpha Keatley Snyder                       | The Egypt Game                                                                                 | Finaliste |
| 1969  | Lloyd Alexander                             | Le Haut Roi (en)                                                                               | Gagnant   |
| 1969  | Julius Lester                               | To Be a Slave                                                                                  | Finaliste |
| 1969  | Isaac Bashevis Singer                       | When Shlemiel Went to Warsaw and Other Stories                                                 | Finaliste |
| 1970  | William H. Armstrong                        | Sounder                                                                                        | Gagnant   |
| 1970  | Sulamith Ish-Kishor                         | Our Eddie                                                                                      | Finaliste |
| 1970  | Janet Gaylord Moore                         | The Many Ways of Seeing: An Introduction to the Pleasures of Art                               | Finaliste |
| 1970  | Mary Q. Steele                              | Journey Outside                                                                                | Finaliste |
| 1971  | Betsy Byars                                 | Summer of the Swans                                                                            | Gagnant   |
| 1971  | Natalie Babbitt                             | Knee-Knock Rise                                                                                | Finaliste |
| 1971  | Sylvia Engdahl                              | Enchantress from the Stars                                                                     | Finaliste |
| 1971  | Scott O'Dell                                | Sing Down the Moon                                                                             | Finaliste |
| 1972  | Robert C. O'Brien                           | Madame Brisby et le secret de Nimh (Mrs. Frisby and the Rats of NIMH)                          | Gagnant   |
| 1972  | Allan W. Eckert                             | La Rencontre (Incident at Hawk's Hill)                                                         | Finaliste |
| 1972  | Virginia Hamilton                           | The Planet of Junior Brown                                                                     | Finaliste |
| 1972  | Ursula K. Le Guin                           | Les Tombeaux d'Atuan (The Tombs of Atuan)                                                      | Finaliste |
| 1972  | Miska Miles                                 | Annie and the Old One                                                                          | Finaliste |
| 1972  | Zilpha Keatley Snyder                       | The Headless Cupid                                                                             | Finaliste |
| 1973  | Jean Craighead George                       | Julie des loups (Julie of the Wolves)                                                          | Gagnant   |
| 1973  | Arnold Lobel                                | Ranelot et Bufolet, une paire d'amis (Frog and Toad Together)                                  | Finaliste |
| 1973  | Johanna Reiss                               | The Upstairs Room                                                                              | Finaliste |
| 1973  | Zilpha Keatley Snyder                       | The Witches of Worm                                                                            | Finaliste |
| 1974  | Paula Fox                                   | Le Voyage du négrier (The Slave Dancer)                                                        | Gagnant   |
| 1974  | Susan Cooper                                | L'Enfant contre la nuit (The Dark Is Rising)                                                   | Finaliste |
| 1975  | Virginia Hamilton                           | M. C. Higgins, the Great                                                                       | Gagnant   |
| 1975  | Ellen Raskin                                | Figgs & Phantoms                                                                               | Finaliste |
| 1975  | James Lincoln Collier & Christopher Collier | My Brother Sam Is Dead                                                                         | Finaliste |
| 1975  | Elizabeth Marie Pope                        | The Perilous Gard                                                                              | Finaliste |
| 1975  | Bette Greene                                | Philip Hall Likes Me, I Reckon Maybe                                                           | Finaliste |
| 1976  | Susan Cooper                                | The Grey King                                                                                  | Gagnant   |
| 1976  | Sharon Bell Mathis                          | The Hundred Penny Box                                                                          | Finaliste |
| 1976  | Laurence Yep                                | Dragonwings                                                                                    | Finaliste |
| 1977  | Mildred Taylor                              | Roll of Thunder, Hear My Cry                                                                   | Gagnant   |
| 1977  | William Steig                               | L'Île d'Abel (Abel's Island)                                                                   | Finaliste |
| 1977  | Nancy Bond                                  | A String in the Harp                                                                           | Finaliste |
| 1978  | Katherine Paterson                          | Le Royaume de la rivière (Bridge to Terabithia)                                                | Gagnant   |
| 1978  | Beverly Cleary                              | Ramona et son père (Ramona and Her Father)                                                     | Finaliste |
| 1978  | Jamake Highwater                            | Anpao: An American Indian Odyssey                                                              | Finaliste |
| 1979  | Ellen Raskin                                | The Westing Game                                                                               | Gagnant   |
| 1979  | Katherine Paterson                          | The Great Gilly Hopkins                                                                        | Finaliste |
| 1980  | Joan Blos                                   | A Gathering of Days: A New England Girl's Journal                                              | Gagnant   |
| 1980  | David Kherdian                              | The Road from Home: The Story of an Armenian Girl                                              | Finaliste |
| 1981  | Katherine Paterson                          | Jacob Have I Loved                                                                             | Gagnant   |
| 1981  | Jane Langton                                | The Fledgling                                                                                  | Finaliste |
| 1981  | Madeleine L'Engle                           | A Ring of Endless Light                                                                        | Finaliste |
| 1982  | Nancy Willard (en)                          | A Visit to William Blake's Inn                                                                 | Gagnant   |
| 1982  | Beverly Cleary                              | Ramona Quimby, Age 8                                                                           | Finaliste |
| 1982  | Aranka Siegal                               | Upon the Head of the Goat: A Childhood in Hungary 1939–1944                                    | Finaliste |
| 1983  | Cynthia Voigt                               | La chanson de Dicey (Dicey's Song)                                                             | Gagnant   |
| 1983  | Robin McKinley                              | The Blue Sword                                                                                 | Finaliste |
| 1983  | William Steig                               | Doctor De Soto                                                                                 | Finaliste |
| 1983  | Paul Fleischman                             | Graven Images                                                                                  | Finaliste |
| 1983  | Jean Fritz                                  | Homesick: My Own Story                                                                         | Finaliste |
| 1983  | Virginia Hamilton                           | Sweet Whispers, Brother Rush                                                                   | Finaliste |
| 1984  | Beverly Cleary                              | Un correspondant célèbre/Signé, Lou (Dear Mr. Henshaw)                                         | Gagnant   |
| 1984  | Elizabeth George Speare                     | The Sign of the Beaver                                                                         | Finaliste |
| 1984  | Cynthia Voigt                               | A Solitary Blue                                                                                | Finaliste |
| 1984  | Kathryn Lasky                               | Sugaring Time                                                                                  | Finaliste |
| 1984  | Bill Brittain                               | The Wish Giver                                                                                 | Finaliste |
| 1985  | Robin McKinley                              | Casque de feu (The Hero and the Crown)                                                         | Gagnant   |
| 1985  | Mavis Jukes                                 | Like Jake and Me                                                                               | Finaliste |
| 1985  | Bruce Brooks                                | The Moves Make the Man                                                                         | Finaliste |
| 1985  | Paula Fox                                   | One-Eyed Cat                                                                                   | Finaliste |
| 1986  | Patricia MacLachlan                         | Sarah la pas belle (Sarah, Plain and Tall)                                                     | Gagnant   |
| 1986  | Rhoda Blumberg                              | Commodore Perry In the Land of the Shogun                                                      | Finaliste |
| 1986  | Gary Paulsen                                | Dogsong                                                                                        | Finaliste |
| 1987  | Sid Fleischman                              | Le Souffre-douleur (The Whipping Boy)                                                          | Gagnant   |
| 1987  | Cynthia Rylant                              | A Fine White Dust                                                                              | Finaliste |
| 1987  | Marion Dane Bauer                           | On My Honor                                                                                    | Finaliste |
| 1987  | Patricia Lauber                             | Volcano: The Eruption and Healing of Mount St. Helens                                          | Finaliste |
| 1988  | Russell Freedman                            | Lincoln: A Photobiography                                                                      | Gagnant   |
| 1988  | Norma Fox Mazer                             | After the Rain                                                                                 | Finaliste |
| 1988  | Gary Paulsen                                | Hatchet                                                                                        | Finaliste |
| 1989  | Paul Fleischman                             | Joyful Noise: Poems for Two Voices                                                             | Gagnant   |
| 1989  | Virginia Hamilton                           | In The Beginning: Creation Stories from Around the World                                       | Finaliste |
| 1989  | Walter Dean Myers                           | Scorpions                                                                                      | Finaliste |
| 1990  | Lois Lowry                                  | Number the Stars                                                                               | Gagnant   |
| 1990  | Janet Taylor Lisle                          | Afternoon of the Elves                                                                         | Finaliste |
| 1990  | Suzanne Fisher Staples                      | Shabanu, Daughter of the Wind                                                                  | Finaliste |
| 1990  | Gary Paulsen                                | The Winter Room                                                                                | Finaliste |
| 1991  | Jerry Spinelli                              | Maniac Magee                                                                                   | Gagnant   |
| 1991  | Avi                                         | The True Confessions of Charlotte Doyle                                                        | Finaliste |
| 1992  | Phyllis Reynolds Naylor                     | Shiloh                                                                                         | Gagnant   |
| 1992  | Avi                                         | Nothing But The Truth: a Documentary Novel                                                     | Finaliste |
| 1992  | Russell Freedman                            | The Wright Brothers: How They Invented the Airplane                                            | Finaliste |
| 1993  | Cynthia Rylant                              | Missing May                                                                                    | Gagnant   |
| 1993  | Bruce Brooks                                | What Hearts                                                                                    | Finaliste |
| 1993  | Patricia McKissack                          | The Dark-thirty: Southern Tales of the Supernatural                                            | Finaliste |
| 1993  | Walter Dean Myers                           | Somewhere in the Darkness                                                                      | Finaliste |
| 1994  | Lois Lowry                                  | Le Passeur (The Giver)                                                                         | Gagnant   |
| 1994  | Jane Leslie Conly                           | Crazy Lady                                                                                     | Finaliste |
| 1994  | Laurence Yep                                | Dragon's Gate                                                                                  | Finaliste |
| 1994  | Russell Freedman                            | Eleanor Roosevelt: A Life of Discovery                                                         | Finaliste |
| 1995  | Sharon Creech                               | Le voyage à rebours (Walk Two Moons)                                                           | Gagnant   |
| 1995  | Karen Cushman                               | Le livre de Catherine (Catherine, Called Birdy)                                                | Finaliste |
| 1995  | Nancy Farmer                                | The Ear, the Eye and the Arm                                                                   | Finaliste |
| 1996  | Karen Cushman                               | The Midwife's Apprentice                                                                       | Gagnant   |
| 1996  | Carolyn Coman                               | What Jamie Saw                                                                                 | Finaliste |
| 1996  | Christopher Paul Curtis                     | Voyage à Birmingham 1963 (The Watsons Go to Birmingham: 1963)                                  | Finaliste |
| 1996  | Carol Fenner                                | Yolonda's Genius                                                                               | Finaliste |
| 1996  | Jim Murphy                                  | The Great Fire                                                                                 | Finaliste |
| 1997  | E. L. Konigsburg                            | The View from Saturday                                                                         | Gagnant   |
| 1997  | Nancy Farmer                                | Elle s'appelait Catastrophe (A Girl Named Disaster)                                            | Finaliste |
| 1997  | Eloise McGraw                               | The Moorchild                                                                                  | Finaliste |
| 1997  | Megan Whalen Turner                         | The Thief                                                                                      | Finaliste |
| 1997  | Ruth White                                  | Belle Prater's Boy                                                                             | Finaliste |
| 1998  | Karen Hesse                                 | Out of the Dust                                                                                | Gagnant   |
| 1998  | Gail Carson Levine                          | Ella l’ensorcelée (Ella Enchanted)                                                             | Finaliste |
| 1998  | Patricia Reilly Giff                        | Lily's Crossing                                                                                | Finaliste |
| 1998  | Jerry Spinelli                              | Wringer                                                                                        | Finaliste |
| 1999  | Louis Sachar                                | Le Passage (Holes)                                                                             | Gagnant   |
| 1999  | Richard Peck                                | A Long Way from Chicago                                                                        | Finaliste |
| 2000  | Christopher Paul Curtis                     | Bud, Not Buddy                                                                                 | Gagnant   |
| 2000  | Audrey Couloumbis                           | Getting Near to Baby                                                                           | Finaliste |
| 2000  | Jennifer L. Holm                            | Our Only May Amelia                                                                            | Finaliste |
| 2000  | Tomie dePaola                               | 26 Fairmount Avenue                                                                            | Finaliste |
| 2001  | Richard Peck                                | A Year Down Yonder                                                                             | Gagnant   |
| 2001  | Joan Bauer                                  | Hope Was Here                                                                                  | Finaliste |
| 2001  | Kate DiCamillo                              | Winn-Dixie (Because of Winn-Dixie)                                                             | Finaliste |
| 2001  | Jack Gantos                                 | Joey Pigza Loses Control                                                                       | Finaliste |
| 2001  | Sharon Creech                               | The Wanderer                                                                                   | Finaliste |
| 2002  | Linda Sue Park                              | L'Apprenti (A Single Shard)                                                                    | Gagnant   |
| 2002  | Polly Horvath                               | Everything on a Waffle                                                                         | Finaliste |
| 2002  | Marilyn Nelson                              | Carver: A Life In Poems                                                                        | Finaliste |
| 2003  | Avi                                         | Crispin: The Cross of Lead                                                                     | Gagnant   |
| 2003  | Nancy Farmer                                | La Maison du Scorpion (The House of the Scorpion)                                              | Finaliste |
| 2003  | Patricia Reilly Giff                        | Pictures of Hollis Woods                                                                       | Finaliste |
| 2003  | Carl Hiaasen                                | Chouette (Hoot)                                                                                | Finaliste |
| 2003  | Ann M. Martin                               | A Corner of the Universe                                                                       | Finaliste |
| 2003  | Stephanie S. Tolan                          | Surviving the Applewhites                                                                      | Finaliste |
| 2004  | Kate DiCamillo                              | La Quête de Despereaux (The Tale of Despereaux)                                                | Gagnant   |
| 2004  | Kevin Henkes                                | Les Yeux tournés vers l'océan (Olive's Ocean)                                                  | Finaliste |
| 2004  | Jim Murphy                                  | An American Plague: The True and Terrifying Story of the Yellow Fever Epidemic of 1793         | Finaliste |
| 2005  | Cynthia Kadohata                            | Kira-Kira                                                                                      | Gagnant   |
| 2005  | Gennifer Choldenko                          | Al Capone Does My Shirts                                                                       | Finaliste |
| 2005  | Russell Freedman                            | The Voice that Challenged a Nation: Marian Anderson and the Struggle for Equal Rights          | Finaliste |
| 2005  | Gary D. Schmidt                             | Lizzie Bright and the Buckminster Boy                                                          | Finaliste |
| 2006  | Lynne Rae Perkins                           | Criss Cross                                                                                    | Gagnant   |
| 2006  | Alan Armstrong                              | Whittington                                                                                    | Finaliste |
| 2006  | Susan Campbell Bartoletti                   | Hitler Youth: Growing Up in Hitler's Shadow                                                    | Finaliste |
| 2006  | Shannon Hale                                | Princess Academy                                                                               | Finaliste |
| 2006  | Jacqueline Woodson                          | Show Way                                                                                       | Finaliste |
| 2007  | Susan Patron                                | Le bonheur selon Lucky (The Higher Power of Lucky)                                             | Gagnant   |
| 2007  | Jennifer L. Holm                            | Penny from Heaven                                                                              | Finaliste |
| 2007  | Kirby Larson                                | Hattie Big Sky                                                                                 | Finaliste |
| 2007  | Cynthia Lord                                | Rules                                                                                          | Finaliste |
| 2008  | Laura Amy Schlitz                           | Good Masters! Sweet Ladies! Voices from a Medieval Village                                     | Gagnant   |
| 2008  | Christopher Paul Curtis                     | Elijah of Buxton                                                                               | Finaliste |
| 2008  | Gary D. Schmidt                             | The Wednesday Wars                                                                             | Finaliste |
| 2008  | Jacqueline Woodson                          | Le garçon qui n'était pas noir (Feathers)                                                      | Finaliste |
| 2009  | Neil Gaiman                                 | L'Étrange Vie de Nobody Owens (The Graveyard Book)                                             | Gagnant   |
| 2009  | Kathi Appelt                                | The Underneath                                                                                 | Finaliste |
| 2009  | Margarita Engle                             | The Surrender Tree: Poems of Cuba's Struggle for Freedom                                       | Finaliste |
| 2009  | Ingrid Law                                  | Savvy                                                                                          | Finaliste |
| 2009  | Jacqueline Woodson                          | After Tupac & D Foster                                                                         | Finaliste |
| 2010  | Rebecca Stead                               | Hier tu comprendras (When You Reach Me)                                                        | Gagnant   |
| 2010  | Phillip Hoose                               | Claudette Colvin: Twice Towards Justice                                                        | Finaliste |
| 2010  | Jacqueline Kelly                            | The Evolution of Calpurnia Tate                                                                | Finaliste |
| 2010  | Grace Lin                                   | Where the Mountain Meets the Moon                                                              | Finaliste |
| 2010  | Rodman Philbrick                            | The Mostly True Adventures of Homer P. Figg                                                    | Finaliste |
| 2011  | Clare Vanderpool                            | Moon Over Manifest                                                                             | Gagnant   |
| 2011  | Jennifer L. Holm                            | Turtle in Paradise                                                                             | Finaliste |
| 2011  | Margi Preus                                 | Heart of a Samurai                                                                             | Finaliste |
| 2011  | Joyce Sidman                                | Dark Emperor and Other Poems of the Night                                                      | Finaliste |
| 2011  | Rita Williams-Garcia                        | One Crazy Summer                                                                               | Finaliste |
| 2012  | Jack Gantos                                 | Mon été mortel (Dead End in Norvelt)                                                           | Gagnant   |
| 2012  | Thanhha Lai                                 | Inside Out & Back Again                                                                        | Finaliste |
| 2012  | Eugene Yelchin                              | Breaking Stalin's Nose                                                                         | Finaliste |
| 2013  | Katherine Applegate                         | The One and Only Ivan                                                                          | Gagnant   |
| 2013  | Laura Amy Schlitz                           | Splendors and Glooms                                                                           | Finaliste |
| 2013  | Steve Sheinkin                              | Bomb: The Race to Build—and Steal—the World’s Most Dangerous Weapon                            | Finaliste |
| 2013  | Sheila Turnage                              | Three Times Lucky                                                                              | Finaliste |
| 2014  | Kate DiCamillo                              | Les Aventures de Flora et Ulysse (Flora & Ulysses: The Illuminated Adventures)                 | Gagnant   |
| 2014  | Holly Black                                 | Eleanor (Doll Bones)                                                                           | Finaliste |
| 2014  | Kevin Henkes                                | The Year of Billy Miller                                                                       | Finaliste |
| 2014  | Amy Timberlake                              | One Came Home                                                                                  | Finaliste |
| 2014  | Vince Vawter                                | Paperboy (en)                                                                                  | Finaliste |
| 2015  | Kwame Alexander                             | Frères (The Crossover)                                                                         | Gagnant   |
| 2015  | Jacqueline Woodson                          | Brown Girl Dreaming (en)                                                                       | Finaliste |
| 2015  | Cece Bell                                   | Super Sourde (El Deafo) (bande dessinée)                                                       | Finaliste |
| 2016  | Matt de la Peña                             | Terminus (Last Stop on Market Street)                                                          | Gagnant   |
| 2016  | Kimberly Brubaker Bradley                   | The War that Saved My Life                                                                     | Finaliste |
| 2016  | Victoria Jamieson                           | Roller Girl                                                                                    | Finaliste |
| 2016  | Pam Muñoz Ryan (en)                         | Echo                                                                                           | Finaliste |
| 2017  | Kelly Barnhill                              | La Fille qui avait bu la lune (en) (The Girl Who Drank the Moon)                               | Gagnant   |
| 2017  | Ashley Bryan                                | Freedom Over Me                                                                                | Finaliste |
| 2017  | Adam Gidwitz (ill. Hatem Aly)               | The Inquisitor’s Tale                                                                          | Finaliste |
| 2017  | Lauren Wolk                                 | Wolf Hollow                                                                                    | Finaliste |
| 2018  | Erin Entrada Kelly                          | C'est l'Univers qui l'a voulu (Hello, Universe)                                                | Gagnant   |
| 2018  | Derrick Barnes                              | Crown: An Ode to the Fresh Cut (en)                                                            | Finaliste |
| 2018  | Jason Reynolds                              | Long Way Down (en) (Long Way Down)                                                             | Finaliste |
| 2018  | Renée Watson                                | Piecing Me Together (en)                                                                       | Finaliste |
| 2019  | Meg Medina                                  | Merci Suárez Changes Gears (en)                                                                | Gagnant   |
| 2019  | Veera Hiranandani                           | The Night Diary (en)                                                                           | Finaliste |
| 2019  | Catherine Gilbert Murdock                   | The Book of Boy (en)                                                                           | Finaliste |
| 2020  | Jerry Craft                                 | New Kid (en) (bande dessinée)                                                                  | Gagnant   |
| 2020  | Kwame Alexander                             | The Undefeated (en)                                                                            | Finaliste |
| 2020  | Christian McKay Heidicker                   | Scary Stories for Young Foxes (en)                                                             | Finaliste |
| 2020  | Jasmine Warga                               | Other Words for Home (en)                                                                      | Finaliste |
| 2020  | Alicia D. Williams                          | Genesis Begins Again (en)                                                                      | Finaliste |
| 2021  | Tae Keller                                  | When You Trap a Tiger (en)                                                                     | Gagnant   |
| 2021  | Kimberly Brubaker Bradley                   | Fighting Words                                                                                 | Finaliste |
| 2021  | Erin Entrada Kelly                          | We Dream of Space                                                                              | Finaliste |
| 2021  | Christina Soontornvat                       | All Thirteen: The Incredible Cave Rescue of the Thai Boys' Soccer Team (en)                    | Finaliste |
| 2021  | Christina Soontornvat                       | A Wish in the Dark (en)                                                                        | Finaliste |
| 2021  | Carole Boston Weatherford                   | BOX: Henry Brown Mails Himself to Freedom                                                      | Finaliste |
| 2022  | Donna Barba Higuera                         | The Last Cuentista (en)                                                                        | Gagnant   |
| 2022  | Rajani LaRocca                              | Red, White, and Whole                                                                          | Finaliste |
| 2022  | Darcie Little Badger                        | A Snake Falls to Earth                                                                         | Finaliste |
| 2022  | Kyle Lukoff                                 | Too Bright to See                                                                              | Finaliste |
| 2022  | Andrea Wang                                 | Watercress                                                                                     | Finaliste |
| 2023  | Amina Luqman-Dawson                         | Freewater (en)                                                                                 | Gagnant   |
| 2023  | Andrea Beatriz Arango                       | Iveliz Explains It All                                                                         | Finaliste |
| 2023  | Christina Soontornvat                       | The Last Mapmaker                                                                              | Finaliste |
| 2023  | Lisa Yee                                    | Maizy Chen's Last Chance                                                                       | Finaliste |
| 2024  | Dave Eggers                                 | The Eyes and the Impossible (en)                                                               | Gagnant   |
| 2024  | M. T. Anderson                              | Elf Dog and Owl Head                                                                           | Finaliste |
| 2024  | Erin Bow                                    | Simon Sort of Says                                                                             | Finaliste |
| 2024  | Nasuġraq Rainey Hopson                      | Eagle Drums                                                                                    | Finaliste |
| 2024  | Pedro Martín                                | MexiKid: A Graphic Memoir                                                                      | Finaliste |
| 2024  | Daniel Nayeri                               | The Many Assassinations of Samir, the Seller of Dreams                                         | Finaliste |
| 2025  | Erin Entrada Kelly                          | The First State of Being (en)                                                                  | Gagnant   |
| 2025  | Ruth Behar                                  | Across So Many Seas                                                                            | Finaliste |
| 2025  | Lesa Cline-Ransome                          | One Big Open Sky                                                                               | Finaliste |
| 2025  | Chanel Miller                               | Magnolia Wu Unfolds It All                                                                     | Finaliste |
| 2025  | Kate O'Shaughnessy                          | The Wrong Way Home                                                                             | Finaliste |

## Lauréats de plusieurs médailles Newbery
Ces statistiques sont à jour après la remise des prix 2020.

### Lauréats multiples
Sept auteurs ont reçu la médaille Newbery deux fois :
- Kate DiCamillo (2004 et 2014, finaliste en 2001)[4]
- Erin Entrada Kelly (2018 et 2025)
- E.L. Konigsburg (1968 et 1997, également finaliste en 1968)[5]
- Joseph Krumgold (1954 et 1960)[6]
- Lois Lowry (1990 et 1994)[7]
- Katherine Paterson (1978 et 1981, finaliste en 1979)[8]
- Elizabeth George Speare (1959 et 1962, finaliste en 1984)[9]

### Lauréats et finalistes
Outre ceux de la section précédente, plusieurs auteurs ont reçu la médaille une fois et été finalistes d'autres années :
| - Kwame Alexander - Lloyd Alexander - Avi - Beverly Cleary - Susan Cooper - Sharon Creech - Christopher Paul Curtis - Karen Cushman - Marguerite de Angeli - Meindert DeJong - Eleanor Estes - Elizabeth Enright - Rachel Field | - Paul Fleischman - Paula Fox - Russell Freedman - Jack Gantos - Jean Craighead George - Elizabeth Janet Gray - Virginia Hamilton - Charles Hawes - Marguerite Henry - Irene Hunt - Robert Lawson - Madeleine L'Engle - Lois Lenski | - Robin McKinley - Cornelia Meigs - Scott O'Dell - Richard Peck - Ellen Raskin - Cynthia Rylant - Laura Amy Schlitz - Kate Seredy - Armstrong Sperry - Jerry Spinelli - Cynthia Voigt - Elizabeth Yates |